# Ernst Eichner
Ernst Eichner (Mannheim 1740 - Potsdam, 1777) fou un compositor alemany.
Fou concertista de baixó, adquirint gran popularitat, i un compositor notable per la seva elegància i la fecunditat de la seva ploma. Entrà al servei del príncep de Deux-Ponts, després passà dos anys a Anglaterra assolint grans èxits, i, per fi, serví al príncep reial de Prússia a Potsdam.
Va compondre sis, simfonies a gran orquestra, nombrosos quartets i trios i 1o concerts per a baixó.